# Cleistanthus podopyxis
Cleistanthus podopyxis är en emblikaväxtart som beskrevs av Airy Shaw. Cleistanthus podopyxis ingår i släktet Cleistanthus och familjen emblikaväxter. Inga underarter finns listade i Catalogue of Life.